# Lista episoadelor din Tabăra cu peripeții
Aceasta este o listă a episoadelor din serialul Tabăra cu peripeții ce  debutat pe 31 iulie 2015 în Statele Unite ale Americii și pe 20 iunie 2016 în România pe Disney Channel. Serialul este continuarea comediei Jessie și îi are în rolurile principale pe Peyton List, Karan Brar, Skai Jackson, Miranda May, Kevin Quinn, Nathan Arenas, și Nina Lu.

## Prezentare generală
|  | Sezon | Sezon | Episoade | Difuzare originală | Difuzare originală | Difuzare România  | Difuzare România   |
|  | Sezon | Sezon | Episoade | Premieră sezon     | Final sezon        | Premieră sezon    | Final sezon        |
|  | ----- | ----- | -------- | ------------------ | ------------------ | ----------------- | ------------------ |
|  |       | 1     | 21       | 31 iulie 2015      | 20 mai 2016        | 20 iunie 2016     | 20 ianuarie 2017   |
|  |       | 2     | 21       | 23 august 2016     | 24 mai 2017        | 3 iulie 2017      | 14 decembrie 2017  |
|  |       | 3     | 16       | 18 iunie 2018      | 21 septembrie 2018 | 1 octombrie 2018  | 19 octombrie 2018  |
|  |       | 4     | 30       | 20 iunie 2019      | 24 iulie 2020      | 23 martie 2020    | 27 noiembrie 2020  |
|  |       | 5     | 21       | 15 ianuarie 2021   | 6 august 2021      | 6 septembrie 2021 | 1 octombrie 2021   |
|  |       | 6     | 30       | 10 iunie 2022      | 21 mai 2023        | 5 decembrie 2022  | 29 septembrie 2023 |
|  |       | 7     | 22       | 23 iulie 2023      | 2 august 2024      | 13 noiembrie 2023 | 15 octombrie 2024  |

## Episoade

### Sezonul 1 (2015–16)
| # (serial) | # (sezon) | Titlu                                                        | Regizat de        | Scris de                         | Premiera originală | Premiera în România | Cod |
| --- | --------- | ------------------------------------------------------------ | ----------------- | -------------------------------- | ------------------ | ------------------- | --- |
| 1 | 1         | „Pilot” „Bun venit în tabăra Kikiwaka”                       | Bob Koherr        | Pamela Eells O'Connell           | 31 iulie 2015      | 20 iunie 2016       | 101 |
| Emma, Ravi și Zuri decid să lase in urmă New York-ul pentru a viita tabăra Kikiwaka, aceeași tabără în care s-au întâlnit părinții lor. În timp ce Ravi și Zuri îi cunosc pe Jorge și Tiffany, Emma se împrietenește cu Lou și îl cunoaște pe Xander, și începe o competiție cu Hazel pentru inim acestuia. Din cauza trucului lui Hazel în urma căruia Emma și Zuri sfârșesc în padure, Xander îi ia pe Lou, Ravi, Jorge, Tiffany și Hazel să le salveze în timp ce sunt spionați de Kikiwaka. Invitați speciali: Mary Scheer ca Gladys, Tessa Netting ca Hazel |           |                                                              |                   |                                  |                    |                     |     |
| 2 | 2         | „Gone Girl” „O cauză pierdută”                               | Rich Correll      | Jeff Hodsden & Tim Pollock       | 7 august 2015      | 20 iunie 2016       | 102 |
| Invitat speciali: Mary Scheer ca Gladys |           |                                                              |                   |                                  |                    |                     |     |
| 3 | 3         | „Camp Rules” „Regulamentul taberei”                          | Bob Koherr        | Mike Montesano & Ted Zizik       | 14 august 2015     | 22 iunie 2016       | 104 |
| Invitat: Mary Scheer ca Gladys Absent: Nina Lu as Tiffany |           |                                                              |                   |                                  |                    |                     |     |
| 4 | 4         | „Smells Like Camp Spirit” „Bățul sacru”                      | Rich Correll      | Lacey Dyer & Julie Layton        | 21 august 2015     | 23 iunie 2016       | 105 |
| Invitat: Tessa Netting ca Hazel |           |                                                              |                   |                                  |                    |                     |     |
| 5 | 5         | „The Ones That Got Away” „Am pierdut ceva”                   | Bob Koherr        | Valerie Ahern & Eric Schaar      | 6 noiembrie 2015   | 21 iunie 2016       | 103 |
| Invitați: Mary Scheer ca Gladys, Casey Campbell ca Murphy Absent: Nathan Arenas ca Jorge |           |                                                              |                   |                                  |                    |                     |     |
| 6 | 6         | „Can You Hear Me Now?” „Acum ma auzi?”                       | Bob Koherr        | Sally Lapiduss                   | 13 noiembrie 2015  | 24 iunie 2016       | 106 |
| Invitat special: Tessa Netting ca Hazel |           |                                                              |                   |                                  |                    |                     |     |
| 7 | 7         | „Friending with the Enemy” „Prieteni cu inamicul”            | Rich Correll      | Adam Lapidus                     | 20 noiembrie 2015  | 25 iunie 2016       | 107 |
| Invitați speciali: Tessa Netting ca Hazel, Myko Olivier ca Dr. Hunter Brody Absent: Kevin Quinn ca Xander, Nathan Arenas ca Jorge |           |                                                              |                   |                                  |                    |                     |     |
| 8 | 8         | „Waka, Waka, Waka!!” „Waka, Waka, Waka”                      | Victor Gonzalez   | Valerie Ahern & Eric Schaar      | 27 noiembrie 2015  | 26 iunie 2016       | 108 |
| Invitați speciali: Mary Scheer ca Gladys, Tessa Netting ca Hazel |           |                                                              |                   |                                  |                    |                     |     |
| 9 | 9         | „Secret Santa” „Moșul secret”                                | Lauren Breiting   | Jeff Hodsden & Tim Pollock       | 4 decembrie 2015   | 6 iulie 2016        | 114 |
| Invitat special: Harrison White ca Bărbat bătrân |           |                                                              |                   |                                  |                    |                     |     |
| 10 | 10        | „Counselors' Night Off” „Seara consilierilor”                | Bob Koherr        | Mike Montesano & Ted Zizik       | 8 ianuarie 2016    | 28 iunie 2016       | 110 |
| Invitat special: Tessa Netting ca Hazel Absent: Nina Lu as Tiffany |           |                                                              |                   |                                  |                    |                     |     |
| 11 | 11        | „There's No Place Like Camp” „Nicăieri nu-i ca în tabără”    | Bob Koherr        | Pamela Eells O'Connell           | 22 ianuarie 2016   | 29 iunie 2016       | 111 |
| Invitat special: Mary Scheer ca Gladys |           |                                                              |                   |                                  |                    |                     |     |
| 12 | 12        | „Luke's Back” „Luke e aici”                                  | Rich Correll      | Pamela Eells O'Connell           | 12 februarie 2016  | 27 septembrie 2016  | 119 |
| Invitat special: Cameron Boyce ca Luke Invitat: Tessa Netting ca Hazel, Spencer List ca Eric Absent: Nina Lu ca Tiffany |           |                                                              |                   |                                  |                    |                     |     |
| 13 | 13        | „No Escape” „Fără scăpare”                                   | Rich Correll      | Jeff Hodsden & Tim Pollock       | 19 februarie 2016  | 30 iunie 2016       | 112 |
| Invitați: Mary Scheer ca Gladys, Andrew Caldwell ca Ted |           |                                                              |                   |                                  |                    |                     |     |
| 14 | 14        | „Close Encounters of the Camp Kind” „Neînțelegeri în tabără” | Bob Koherr        | Lacey Dyer & Julia Layton        | 11 martie 2016     | 27 iulie 2016       | 116 |
| Invitați: Mary Scheer ca Gladys, Amarr Wooten ca Marsh |           |                                                              |                   |                                  |                    |                     |     |
| 15 | 15        | „Crafted and Shafted” „Măiestrie și știință”                 | Bob Koherr        | Mike Montesano & Ted Zizik       | 18 martie 2016     | 28 iulie 2016       | 117 |
| 16 | 16        | „Boo Boos and Birthdays” „Volei și aniversări”               | Phill Lewis       | Lacey Dyer & Julia Layton        | 25 martie 2016     | 27 iunie 2016       | 109 |
| Invitat special: Tessa Netting ca Hazel |           |                                                              |                   |                                  |                    |                     |     |
| 17 | 17        | „For Love and Money” „Pentru iubire și bani”                 | Shannon Flynn     | Adam Lapidus                     | 1 aprilie 2016     | 1 iulie 2016        | 113 |
| Invitat: Chandler Massey ca Noah Absent: Nina Lu ca Tiffany |           |                                                              |                   |                                  |                    |                     |     |
| 18 | 18        | „Love Is for the Birds” „Dragostea e pentru păsări”          | A. Laura James    | Pamela Eells O'Connell           | 8 aprilie 2016     | 17 decembrie 2016   | 120 |
| Invitat special: Kelly Washington ca Sasha Absent: Kevin Quinn ca Xander |           |                                                              |                   |                                  |                    |                     |     |
| 19 | 19        | „Bride and Doom” „Mireasa și osânda”                         | Robbie Countryman | Desiree Bowie & Amanda Steinhoff | 29 aprilie 2016    | 25 februarie 2017   | 121 |
| Invitat: Tessa Netting ca Hazel |           |                                                              |                   |                                  |                    |                     |     |
| 20 | 20        | „Live from Camp Kikiwaka” „În direct din tabăra Kikiwaka”    | Rich Correll      | Valerie Ahern & Eric Schaar      | 13 mai 2016        | 16 iulie 2016       | 115 |
| Invitat: Mary Scheer ca Gladys Absent: Nathan Arenas ca Jorge |           |                                                              |                   |                                  |                    |                     |     |
| 21 | 21        | „Xander Says Goodbye” „Xender își ia la revedere”            | Bob Koherr        | Adam Lapidus                     | 20 mai 2016        | 29 iulie 2017       | 118 |
| Invitați: Mary Scheer ca Gladys, Larry Poindexter ca Gerald Absent: Nathan Arenas ca Jorge |           |                                                              |                   |                                  |                    |                     |     |

### Sezonul 2 (2016–17)
Notă: Episodul 7 din Sezonul 2 nu a fost niciodată difuzat în România din cauza conținutului neadecvat.
| Numărul episodului | Numărul episodului în sezon | Titlu                                                         | Regizat de        | Scris de                                                               | Premiera Originală | Premiera în România |
| ------------------ | --------------------------- | ------------------------------------------------------------- | ----------------- | ---------------------------------------------------------------------- | ------------------ | ------------------- |
| 22                 | 1                           | „Griff Is in the House!” „Griff este prezent”                 | Bob Koherr        | Pamela Eells O'Connell                                                 | 23 august 2016     | 3 iulie 2017        |
| 23                 | 2                           | „Dance in My Pants” „Dans în pantalonii mei”                  | Bob Koherr        | Valerie Ahern & Eric Schaar                                            | 24 august 2016     | 4 iulie 2017        |
| 24                 | 3                           | „Zuri Had a Little Lamb” „Zuri avea un mielușel”              | Bob Koherr        | Lacey Dyer & Julia Layton                                              | 25 august 2016     | 5 iulie 2017        |
| 25                 | 4                           | „Zuri Weasels Out” „Zuri se retrage”                          | Phill Lewis       | Sally Lapiduss                                                         | 26 august 2016     | 6 iulie 2017        |
| 26                 | 5                           | „Queen of Screams” „Regina țipetelor”                         | Robbie Countryman | Mike Montesano & Ted Zizik                                             | 16 septembrie 2016 | 7 iulie 2017        |
| 27                 | 6                           | „Luke Out Below” „Luke e la înălțime”                         | Robbie Countryman | Adam Lapidus                                                           | 30 septembrie 2016 | 10 iulie 2017       |
| 28                 | 7                           | „Camp Kiki-Slasher”                                           | Rich Correll      | Mike Montesano & Ted Zizik                                             | 7 octombrie 2016   |                     |
| 29                 | 8                           | „Treehouse of Terror” „Căsuța terorii”                        | Bob Koherr        | Lacey Dyer & Julia Layton                                              | 28 octombrie 2016  | 12 iulie 2017       |
| 30                 | 9                           | „Tidal Wave” „Valul de flux”                                  | Bob Koherr        | Jeff Hodsden & Tim Pollock                                             | 4 noiembrie 2016   | 11 iulie 2017       |
| 31                 | 10                          | „Fog'd In” „În ceață”                                         | Rich Correll      | Jeff Hodsden & Tim Pollock                                             | 11 noiembrie 2016  | 13 iulie 2017       |
| 32                 | 11                          | „How the Griff Stole Christmas” „Cum a furat Griff Crăciunul” | Shannon Flynn     | Valerie Ahern & Eric Schaar                                            | 2 decembrie 2016   | 9 decembrie 2017    |
| 33                 | 12                          | „Food Fight” „Bătaie cu mâncare”                              | Ben Dejesus       | Adam Lapidus                                                           | 24 februarie 2017  | 14 iulie 2017       |
| 34                 | 13                          | „Mother May I?” „Mama,pot eu?”                                | Robbie Countryman | Jeff Hodsden & Tim Pollock                                             | 3 martie 2017      | 31 martie 2018      |
| 35                 | 14                          | „Mud Fight” „Lupta cu noroi”                                  | Rich Correll      | Valerie Ahern & Eric Schaar                                            | 17 martie 2017     | 7 aprilie 2018      |
| 36                 | 15                          | „Dog Days of Summer” „Zile câinești de vară”                  | Bob Koherr        | Monica Contreras                                                       | 24 martie 2017     | 14 aprilie 2018     |
| 37                 | 16                          | „Bad Dog!” „Câine rău!”                                       | Robbie Countryman | Pamela Eells O'Connell                                                 | 31 martie 2017     | 21 aprilie 2018     |
| 38                 | 17                          | „Camp Stinky Waka” „Tabăra Mirosul Waka”                      | Lauren Breiting   | Mike Montesano & Ted Zizik                                             | 7 aprilie 2017     | 28 aprilie 2018     |
| 39                 | 18                          | „Cabin vs. Cabin” „Fata care știa prea puțin”                 | Bob Koherr        | Lacey Dyer & Julia Layton                                              | 14 aprilie 2017    | 5 mai 2018          |
| 40                 | 19                          | „Dreams Come True” „Vise împlinite”                           | Bob Koherr        | Pamela Eells O'Connell                                                 | 21 aprilie 2017    | 12 mai 2018         |
| 41                 | 20                          | „We Didn't Start the Fire” „Noi n-am pornit focul”            | Rich Correll      | Poveste de: Brittany Assaly & Jason Hauser Scenariu de: Sally Lapiduss | 28 aprilie 2017    | 12 mai 2018         |
| 42                 | 21                          | „The Great Escape” „Trecerea graniței”                        | Rich Correll      | Adam Lapidus                                                           | 24 mai 2017        |                     |

### Sezonul 3 (2018)
| # (serial) | # (sezon) | Titlu                                                           | Regizat de        | Scris de                                                                      | Premiera originală | Premiera în România | Cod |
| ---------- | --------- | --------------------------------------------------------------- | ----------------- | ----------------------------------------------------------------------------- | ------------------ | ------------------- | --- |
| 43         | 1         | „We Can't Bear It!” „Nu mai suportăm!”                          | Bob Koherr        | Pamela Eells O'Connell & Adam Lapidus                                         | 18 iunie 2018      | 08 octombrie 2018   | 301 |
| 44         | 2         | „Let's Bounce!” „Să începem!”                                   | Bob Koherr        | Mike Montesano & Ted Zizik                                                    | 19 iunie 2018      | 09 octombrie 2018   | 302 |
| 45         | 3         | „Take the Cake” „Ia tortul”                                     | Jon Rosenbaum     | Valerie Ahern & Eric Schaar                                                   | 20 iunie 2018      | 10 octombrie 2018   | 303 |
| 46         | 4         | „Oh Sister, Where Art Thou?” „O soră, unde ești?”               | Jon Rosenbaum     | Jeff Hodsden & Tim Pollock                                                    | 21 iunie 2018      | 11 octombrie 2018   | 304 |
| 47         | 5         | „Cav'd In” „Prinși în peșteră”                                  | Bob Koherr        | Skander Halim & Gina Ippolito                                                 | 22 iunie 2018      | 12 octombrie 2018   | 305 |
| 48         | 6         | „By All Memes” „Pentru numele meme-urilor”                      | Bob Koherr        | Prathi Sirinvasan & Joshua Levy                                               | 25 iunie 2018      | 15 octombrie 2018   | 306 |
| 49         | 7         | „A Whole Lotta Lobsta” „Mai multe homare”                       | Phill Lewis       | Pamela Eells O'Connell                                                        | 29 iunie 2018      | 16 octombrie 2018   | 307 |
| 50         | 8         | „No Bones About It” „Nici un os despre asta”                    | Lauren Breiting   | Valerie Aheen & Eric Schaar                                                   | 2 iulie 2018       | 17 octombrie 2018   | 308 |
| 51         | 9         | „Finders Keepers, Lou's Weeper” „Ce am găsit, al meu să fie”    | Karar Brar        | Adam Lapidus                                                                  | 6 iulie 2018       | 28 octombrie 2018   | 309 |
| 52         | 10        | „Reversal of Fortune” „Reversul din noroc”                      | Robbie Countryman | Mike Montesano & Ted Zizik                                                    | 9 iulie 2018       | 19 octombrie 2018   | 310 |
| 53         | 11        | „Game of Totems” „Urzeala Totemurilor”                          | Peyton List       | Adam Lapidus                                                                  | 13 iulie 2018      | 22 octombrie 2018   | 311 |
| 54         | 12        | „Toilets and Tiaras” „Toalete și tiare”                         | Bob Koherr        | Jeff Hodsden & Tim Pollock                                                    | 16 iulie 2018      | 23 octombrie 2018   | 312 |
| 55         | 13        | „Bungle in the Jungle” „Rătăciți în Junglă”                     | Bob Koherr        | Pamela Elles O'Connell                                                        | 20 iulie 2018      | 24 octombrie 2018   | 313 |
| 56         | 14        | „Gruel and Unusual Punnishment” „Pedeapsă crudă și neobișnuită” | Bob Koherr        | Teleplay de: Mike Montesano & Ted Zizik Scris de: Valerie Aheen & Eric Schaar | 27 iulie 2018      | 25 octombrie 2018   | 314 |
| 57         | 15        | „It's a Blast!” „S-a lansat!”                                   | Bob Koherr        | Teleplay de: Jeff Hodsden & Tim Pollock Scris de: Valerie Aheen & Eric Schaar | 3 august 2018      | 26 octombrie 2018   | 315 |
| 58         | 16        | „Up, Up and Away” „Sus, sus și s-a dus”                         | Bob Koherr        | Pamela Elles O'Connell & Adam Lapidus                                         | 21 septembrie 2018 | 29 octombrie 2018   | 316 |

### Sezonul 4 (2019-2020)
Notă: Episodul 23 din Sezonul 4 nu a fost niciodată difuzat în România din cauza conținutului neadecvat.
| # (serial) | # (sezon) | Titlu                                                                | Regizat de         | Scris de                       | Premiera originală | Premiera în România | Cod |
| ---------- | --------- | -------------------------------------------------------------------- | ------------------ | ------------------------------ | ------------------ | ------------------- | --- |
| 59         | 1         | „Who da Boss? Lou da Boss!” „Cine-i șefa? Lou e șefa!”               | Trevor Kirschner   | Erin Dunlap & Phil Baker       | 20 iunie 2019      | 23 martie 2020      | 401 |
| 60         | 2         | „Kikiwaka's Got Talent” „Kikiwaka are talent”                        | Trevor Kirschner   | Valerie Ahern & Eric Schaar    | 27 iunie 2019      | 24 martie 2020      | 402 |
| 61         | 3         | „Yes, Lies and Tower Escape” „Da, minciuni și scăparea din turn”     | Shannon Flynn      | David Booth                    | 4 iulie 2019       | 25 martie 2020      | 403 |
| 62         | 4         | „An Udder Disaster” „Un dezastru cu mama”                            | Erika Kaestle      | Ian Weinreich & Clayton Sakoda | 11 iulie 2019      | 26 martie 2020      | 404 |
| 63         | 5         | „Hot Spring Friend Machine” „Izvorul prieteniei”                     | Erika Kaestle      | Huong Nguyen                   | 18 august 2019     | 27 martie 2019      | 405 |
| 64         | 6         | „Water Under the Dock” „Apa sub doc”                                 | Phill Lewis        | Lia Woodward & Leah Folta      | 25 iulie 2019      | 30 martie 2020      | 406 |
| 65         | 7         | „In Your Wildest Screams” „În cele mai înfricoșătoare vise ale tale” | Judy Margolin Hahn | Ian Weinreich & Clayton Sakoda | 5 octombrie 2019   | 31 martie 2020      | 410 |
| 66         | 8         | „Inn Trouble” „Probleme la mal”                                      | Phill Lewis        | Valerie Ahern & Eric Schaar    | 12 octombrie 2019  | 01 aprilie 2020     | 408 |
| 67         | 9         | „Lake Rancid” „Apa din doc”                                          | Phill Lewis        | David Booth                    | 19 octombrie 2019  | 02 aprilie 2020     | 407 |
| 68         | 10        | „Between a Raccoon and a Hard Place” „Între un raton și un loc greu” | Robbie Countryman  | Krystal Javier                 | 26 octombrie 2019  | 03 aprilie 2020     | 409 |
| 69         | 11        | „Mo-Squito Mo-problems” „Mulți țânțari, multe probleme”              | Jody Margolin Hahn | Huong Nguyen                   | 2 noiembrie 2019   | 06 aprilie 2020     | 411 |
| 70         | 12        | „Sore Lou-ser” „Lou nu știe să piardă”                               | Ben DeJesus        | Leah Folta & Lia Woodward      | 9 noiembrie 2019   | 07 aprilie 2020     | 412 |
| 71         | 13        | „Lone Wolf” „Lupul singuratic”                                       | Miguel Cruz        | Jason Dorris                   | 16 decembrie 2019  | 08 aprilie 2020     | 413 |
| 72         | 14        | „Serf's Up-Rising” „Revolta”                                         | Wendy Faraone      | David Booth                    | 23 noiembrie 2019  | 09 aprilie 2020     | 414 |
| 73         | 15        | „Summer Winter Wonderland” „Dis de vară”                             | Erika Kaestle      | Valerie Aheen & Eric Schaar    | 7 decembrie 2019   | 10 aprilie 2020     | 415 |
| 74         | 16        | „Cramped Champions” „Campioni înghesuiți”                            | Erika Kaestle      | Clayton Sakoda                 | 10 ianuarie 2020   | 09 noiembrie 2020   | 416 |
| 75         | 17        | „A Tale of Two Stackers” „O poveste cu doi stivuitori”               | Phill Lewis        | Huong Nguyen                   | 17 ianuarie 2020   | 10 noiembrie 2020   | 417 |
| 76         | 18        | „Whatever Floats Your Goat Boat” „Orice îi place caprei”             | Sean Mulcalhy      | Lia Woodward & Leah Folta      | 24 ianuarie 2020   | 11 noiembrie 2020   | 418 |
| 77         | 19        | „Snow Cups and Fisticuffs” „Cupe de înghețată și pungi”              | Kelly Park         | David Booth                    | 31 ianuarie 2020   | 12 noiembrie 2020   | 419 |
| 78         | 20        | „The S'more, the S'merrier” „Cu atât mai mulți, cu atât mai bine”    | Bob Koherr         | Valerie Ahern & Eric Schaar    | 7 februarie 2020   | 13 noiembrie 2020   | 420 |
| 79         | 21        | „Lava at First Sight” „Lavă la prima vedere”                         | Jason Shipman      | Clayton Sakoda                 | 21 februarie 2020  | 16 noiembrie 2020   | 421 |
| 80         | 22        | „Town and Clown Relations” „Relații cu clovni”                       | Morenike Joela     | Huong Nguyen                   | 28 februarie 2020  | 17 noiembrie 2020   | 422 |
| 81         | 23        | „Whisper Tooth”                                                      | Jody Margolin Hahn | Jason Dorris                   | 6 martie 2020      |                     | 423 |
| 82         | 24        | „My Fairy Lady” „My Fairy Lady”                                      | Bob Kohnerr        | Leah Folta & Lia Woodward      | 13 martie 2020     | 18 noiembrie 2020   | 424 |
| 83         | 25        | „Party Pooper” „Distrugătorul de petreceri”                          | Jody Margolin Hahn | Erin Dunlap                    | 20 martie 2020     | 19 noiembrie 2020   | 425 |
| 84         | 26        | „Squatters' Fights” „Lupta din ședere”                               | Erika Kaestle      | Valerie Ahern & Eric Schaar    | 21 iunie 2020      | 20 noiembrie 2020   | 426 |
| 85         | 27        | „Three Stars and a Baby” „Trei stele și un bebeluș”                  | Patrick Maloney    | David Booth                    | 28 iunie 2020      | 23 noiembrie 2020   | 427 |
| 86         | 28        | „Manic Moose Day” „Ziua Elanului Tulbat”                             | Monica Contereas   | Huong Nguyen                   | 12 iulie 2020      | 24 noiembrie 2020   | 428 |
| 87         | 29        | „Breaking Barb” „Distrugând-o pe Barb”                               | Miranda May        | Clayton Sakoda                 | 19 iulie 2020      | 25 noiembrie 2020   | 429 |
| 88         | 30        | „Raven About Bunk'd” „Raven în Tabără Partea 2”                      | Trevor Kirschner   | Jason Dorris                   | 24 iulie 2020      | 26 noiembrie 2020   | 430 |

### Sezonul 5 (2021)
| # (serial) | # (sezon) | Titlu                                                                            | Regizat de            | Scris de                                                                    | Premiera originală | Premiera în România | Cod |
| ---------- | --------- | -------------------------------------------------------------------------------- | --------------------- | --------------------------------------------------------------------------- | ------------------ | ------------------- | --- |
| 89         | 1         | „Lou's Still the Boss, but Now There's a Ross” „Lou e șefa, dar a venit un Ross” | Phill Lewis           | Valerie Ahern & Eric Schaar                                                 | 15 ianuarie 2021   | 06 septembrie 2021  | 501 |
| 90         | 2         | „The Rise of the Machine” „Ascensiunea mașinii”                                  | Phill Lewis           | Mike Montesano & Ted Zizik                                                  | 22 ianuarie 2019   | 07 septembrie 2021  | 502 |
| 91         | 3         | „R.V. Having Fun Yet?” „Acum mă crezi?”                                          | Bob Koherr            | David Booth                                                                 | 29 ianuarie 2021   | 08 septembrie 2021  | 503 |
| 92         | 4         | „Tentacle Difficultites” „Dificultăți întaculare”                                | Wendy Faraone         | Clayton Sakoda                                                              | 5 ianuarie 2021    | 09 septembrie 2021  | 504 |
| 93         | 5         | „Luck of the Chuck” „Norocul marmotei”                                           | Wendy Faraone         | Mike Montesano & Ted Zizik                                                  | 12 februarie 2021  | 10 septembrie 2021  | 505 |
| 94         | 6         | „Look Who's Squawking” „Uite cine vorbește?”                                     | Jon Rosenbaum         | Justin Abarca                                                               | 19 februarie 2021  | 13 septembrie 2021  | 506 |
| 95         | 7         | „Raucous Science” „Știința zgomotoasă”                                           | Judy Margolin Hahn    | Miranda May                                                                 | 26 februarie 2021  | 14 septembrie 2021  | 507 |
| 96         | 8         | „Baton-man Begins” „Omul-Baston: Începuturi”                                     | Jody Margolin Hahn    | Lia Woodward & Leah Folta                                                   | 5 martie 2021      | 15 septembrie 2021  | 508 |
| 97         | 9         | „Everyone's Trap'd” „Acum sunt prinși”                                           | Kim Wayans            | Huong Nguyen                                                                | 31 mai 2021        | 16 septembrie 2021  | 509 |
| 98         | 10        | „Pop Poppin' In” „A venit tatae”                                                 | Erika Kaestle         | Teleplay de: David Booth, Valerie Ahern & Eric Schaar Scris de: Miranda May | 1 iunie 2021       | 17 septembrie 2021  | 510 |
| 99         | 11        | „Roll Models” „Modele”                                                           | Erika Kaestle         | Cristal Shaw                                                                | 2 iunie 2021       | 20 septembrie 2021  | 511 |
| 100        | 12        | „Gi Whiz” „Gi Whiz”                                                              | Monica Marie Conteras | Nick Geisler & Claire Nauman                                                | 3 iunie 2021       | 21 septembrie 2021  | 512 |
| 101        | 13        | „Dancin' Up a Storm” „Dans pentru furtună”                                       | Jason Shipman         | Valerie Ahern & Eric Schaar                                                 | 4 iunie 2021       | 22 septembrie 2021  | 513 |
| 102        | 14        | „Out of the Doghouse” „O pedeapsă crucială”                                      | Danny Wayne           | Jason Dorris                                                                | 11 iunie 2021      | 23 septembrie 2021  | 515 |
| 103        | 15        | „The Great Awkward Bake-Off” „Marele concurs ciudat”                             | Phill Lewis           | Lia Woodward & Leah Folta                                                   | 18 iunie 2021      | 24 septembrie 2021  | 514 |
| 104        | 16        | „I Won't Let You Clown” „Nu te voi dezamărgi”                                    | Raven-Symone          | David Booth                                                                 | 25 iunie 2021      | 27 septembrie 2021  | 516 |
| 105        | 17        | „Crushin' It” „Reușită”                                                          | Miranda May           | Cristal Shaw                                                                | 2 iulie 2021       | 28 septembrie 2021  | 517 |
| 106        | 18        | „Camp Creepy-Waka” „Tabăra Sperie-Waka”                                          | Patrick Maloney       | Cristal Shaw                                                                | 9 iulie 2021       | 29 septembrie 2021  | 518 |
| 107        | 19        | „A Star Is Torn” „O stea s-a rupt”                                               | Karan Brar            | Mike Montesano & Ted Zizik                                                  | 16 iulie 2021      | 30 septembrie 2021  | 519 |
| 108        | 20        | „Moose Queens and Possum Kings” „Reginele Elanului și Regii Oposumului”          | Kelly Park            | Terrell Lawrence                                                            | 30 iulie 2021      | 01 octombrie 2021   | 520 |
| 109        | 21        | „Frien'ds Forever” „Prieteni pe veci”                                            | Sean Mulcahy          | Valerie Ahern & Eric Schaar                                                 | 6 august 2021      | 01 octombrie 2021   | 521 |